# Reino
Reino község (comune) Olaszország Campania régiójában, Benevento megyében.

## Fekvése
A megye északi részén fekszik, 70 km-re északkeletre Nápolytól, 15 km-re északra a megyeszékhelytől. Határai: Circello, Colle Sannita, Fragneto l’Abate, Pesco Sannita és San Marco dei Cavoti.

## Története
Első írásos említése 699-ből származik. A következő századokban nemesi birtok volt. A 19. században nyerte el önállóságát, amikor a Nápolyi Királyságban felszámolták a feudalizmust. Előbb Campobasso megye része volt, majd 1861-ben csatolták Benevento megyéhez.

## Népessége
A népesség számának alakulása:

## Főbb látnivalói
- az egykori Castello (vár) romjai